# Pilar de luz

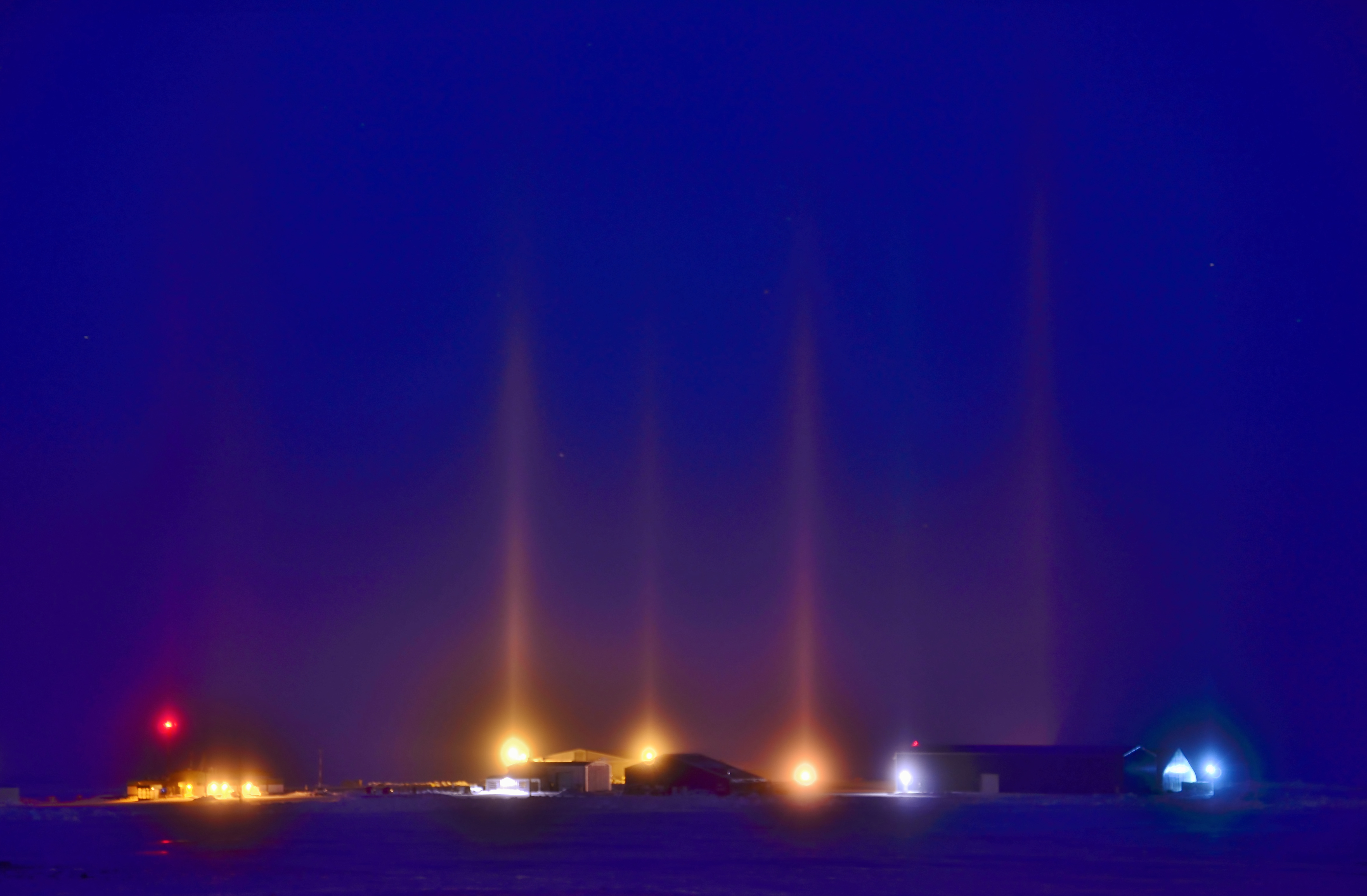
Pilares de luz nocturna causados por la luz reflejada a través de la niebla de hielo en Cambridge Bay, Nunavut, Canadá

Un pilar de luz es un fenómeno óptico atmosférico en el que un haz de luz vertical parece extenderse por encima y/o debajo de una fuente de luz. El efecto es creado por el reflejo de la luz de pequeños cristales de hielo que están suspendidos en la atmósfera o que comprenden nubes de gran altitud (por ejemplo, cirrostratos o cirros). Si la luz proviene del Sol (generalmente cuando está cerca o incluso debajo del horizonte), el fenómeno se llama pilar del sol o pilar solar. Los pilares de luz también pueden ser causados por la Luna o por fuentes terrestres, como las farolas.

## Formación

Esquema de formación de pilares de luz

Como son causados por la interacción de la luz con los cristales de hielo, los pilares de la luz pertenecen a la familia de los halos. Los cristales responsables de los pilares ligeros generalmente consisten en placas planas hexagonales, que tienden a orientarse más o menos horizontalmente a medida que caen por el aire. Cada escama actúa como un pequeño espejo que refleja las fuentes de luz que se colocan adecuadamente debajo de él (ver dibujo), y la presencia de escamas en una extensión de altitudes hace que la reflexión se alargue verticalmente en una columna. Cuanto más grandes y numerosos son los cristales, más pronunciado se vuelve este efecto. (Más raramente, los cristales en forma de columna también pueden causar pilares ligeros. En climas muy fríos, los cristales de hielo se pueden suspender cerca del suelo, en cuyo caso se les conoce como polvo de diamante).
A diferencia de un haz de luz, un pilar de luz no está físicamente ubicado encima o debajo de la fuente de luz. Su apariencia como una línea vertical es una ilusión óptica, resultante de la reflexión colectiva de los cristales de hielo; pero solo aquellos que están en el plano vertical común, dirigen los rayos de luz hacia el observador (Ver dibujo). Esto es similar al reflejo de una fuente de luz en un cuerpo de agua, pero en este caso hay un millón de lagos que se suman al efecto.

## Imágenes

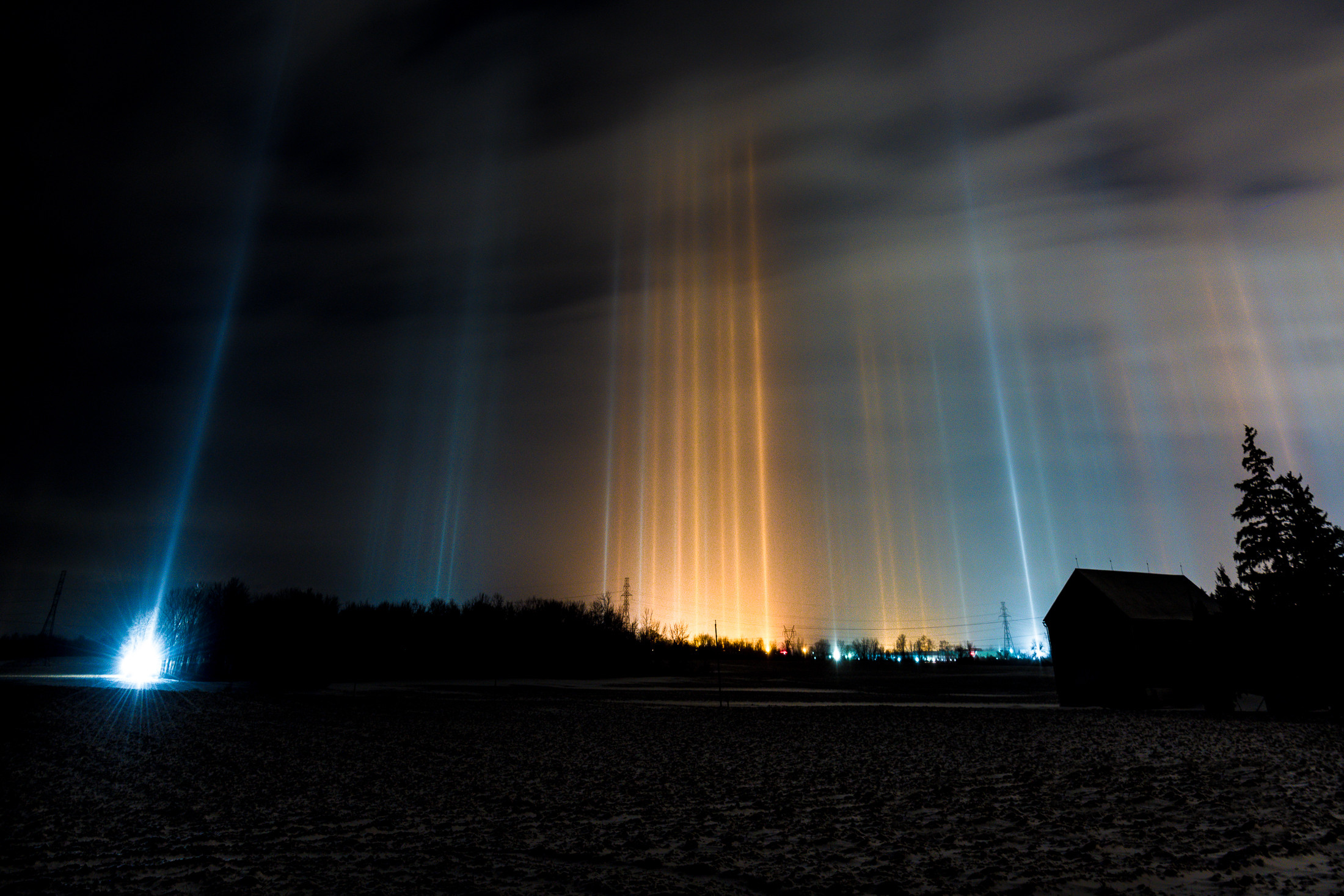
Pilares de luz en Londres, Ontario, Canadá.
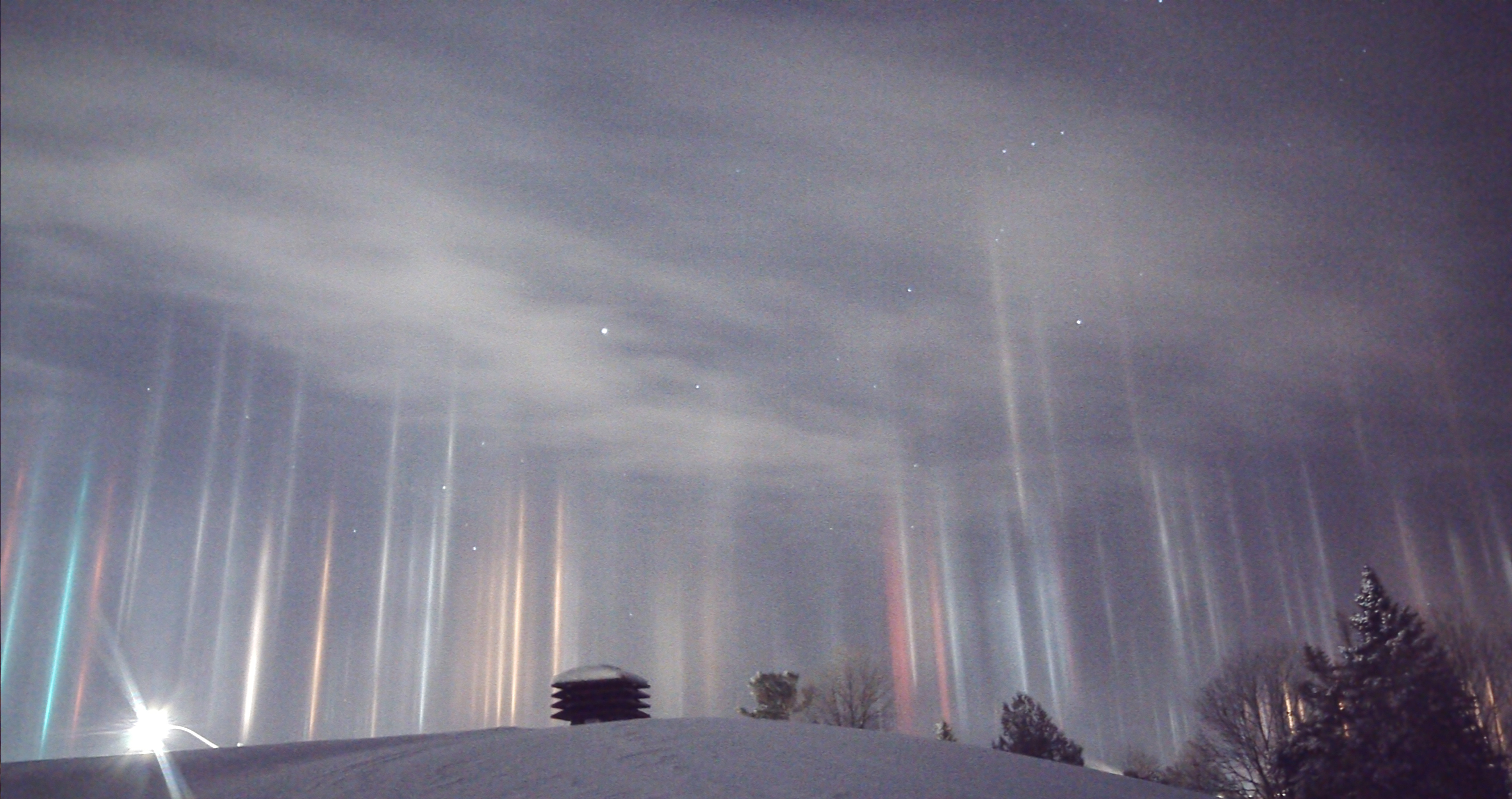
Pilares de luz causados por luces artificiales, sobre North Bay Ontario, Canadá.
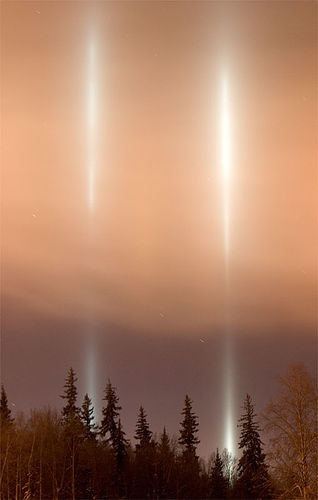
Pilares de reflectores descubiertos en la Universidad de Alaska.
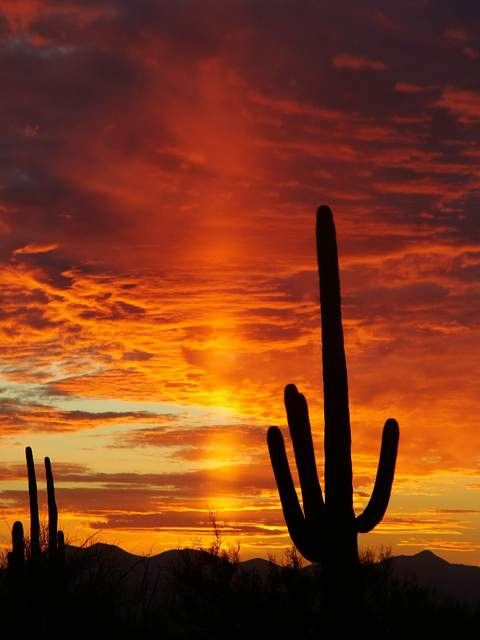
Puesta de sol con un pilar solar prominente cerca de Tucson, Arizona.
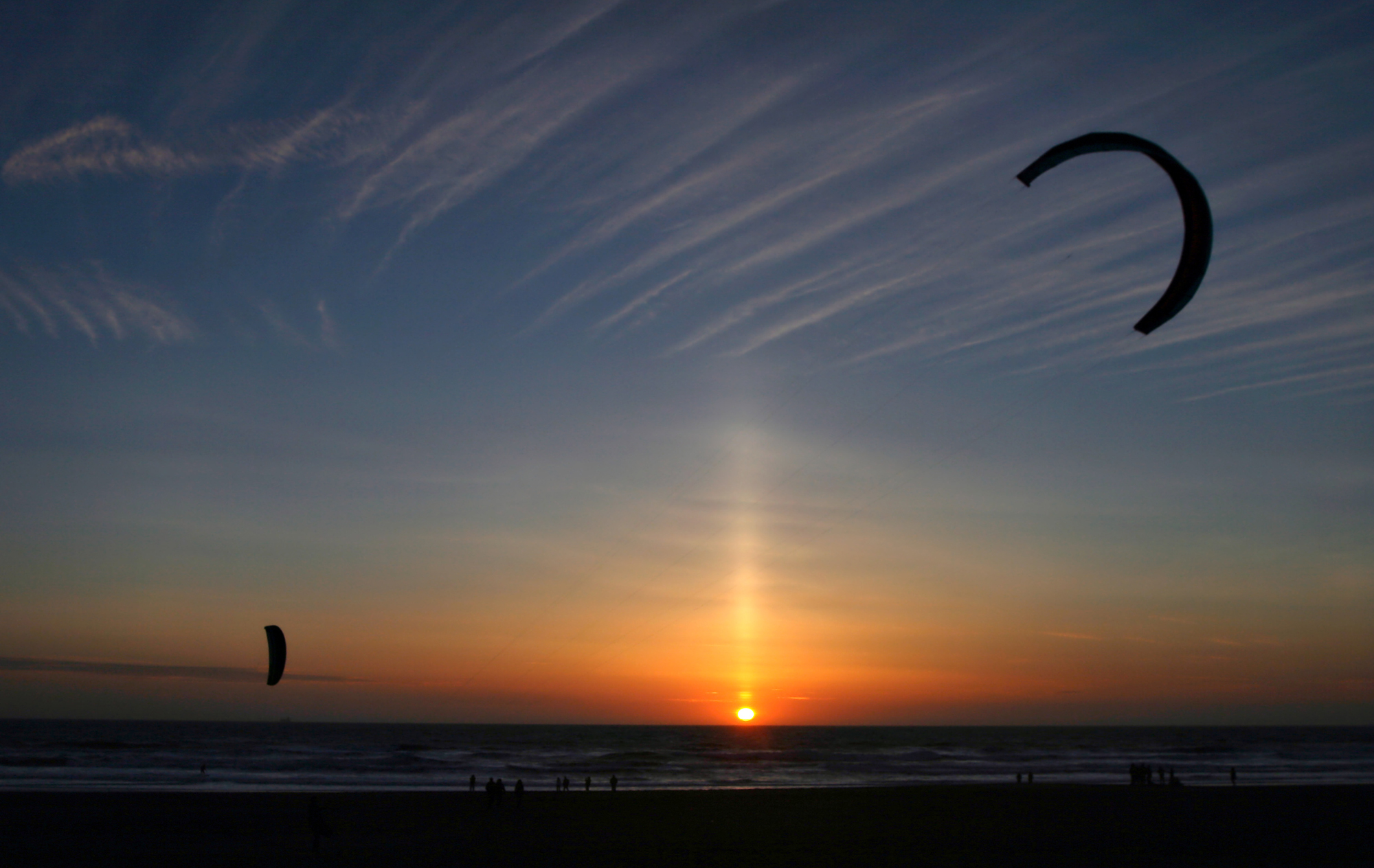
Pilar solar en San Francisco, California.
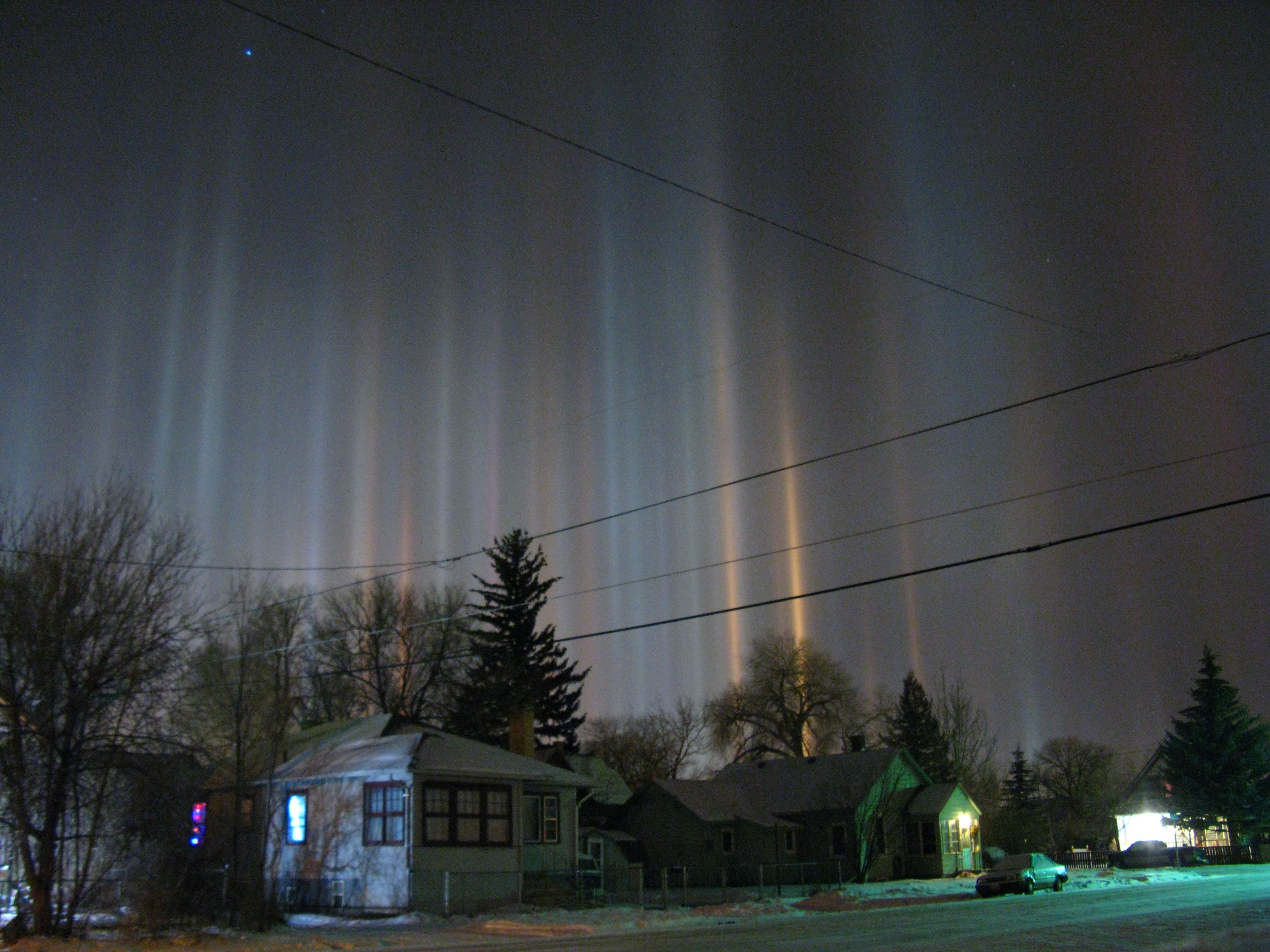
Pilares de luz en una noche invernal en Laramie, Wyoming.
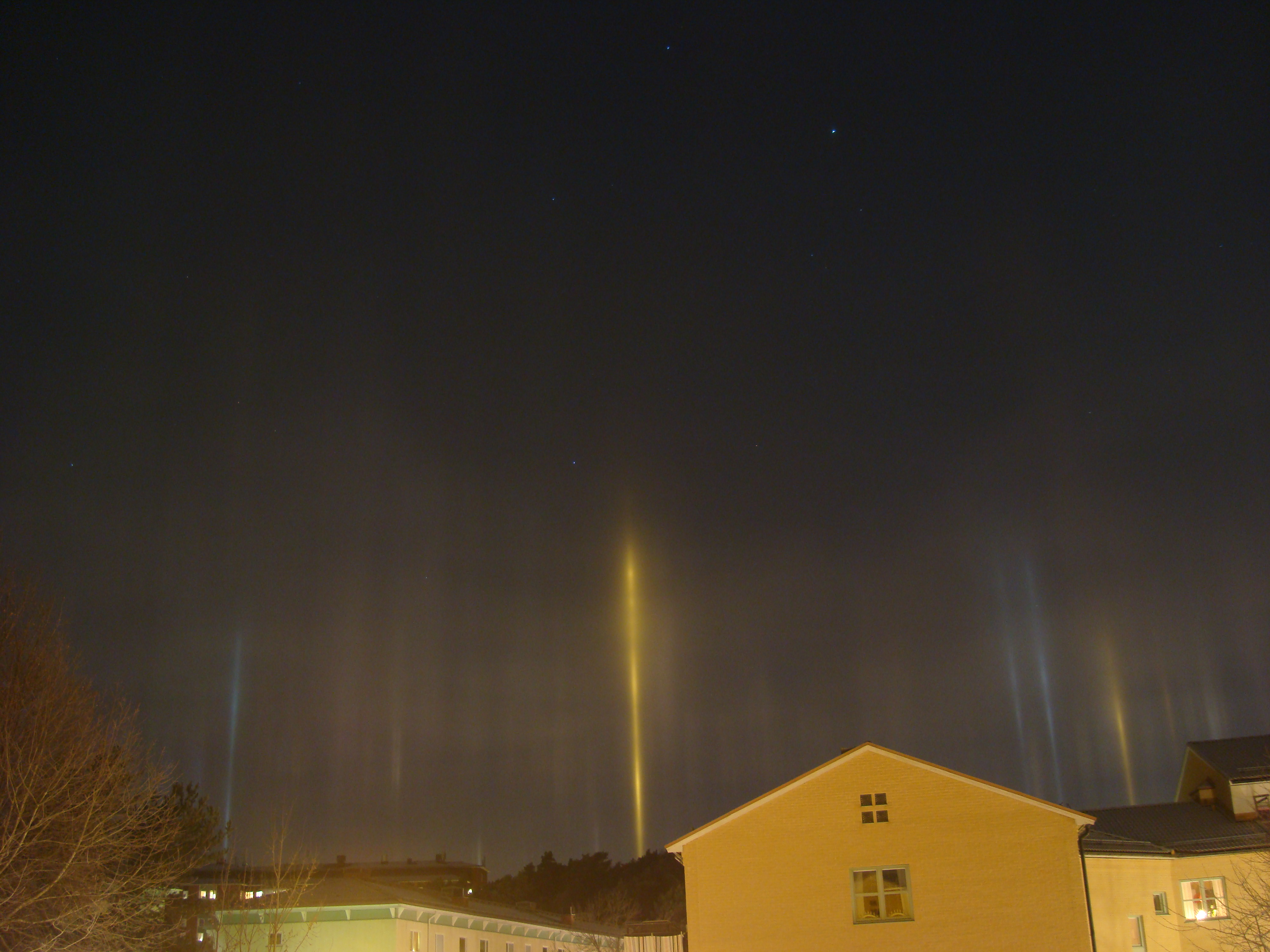
Pilares de luz en una fría noche invernal de enero 2016 en Estocolmo, Suecia.
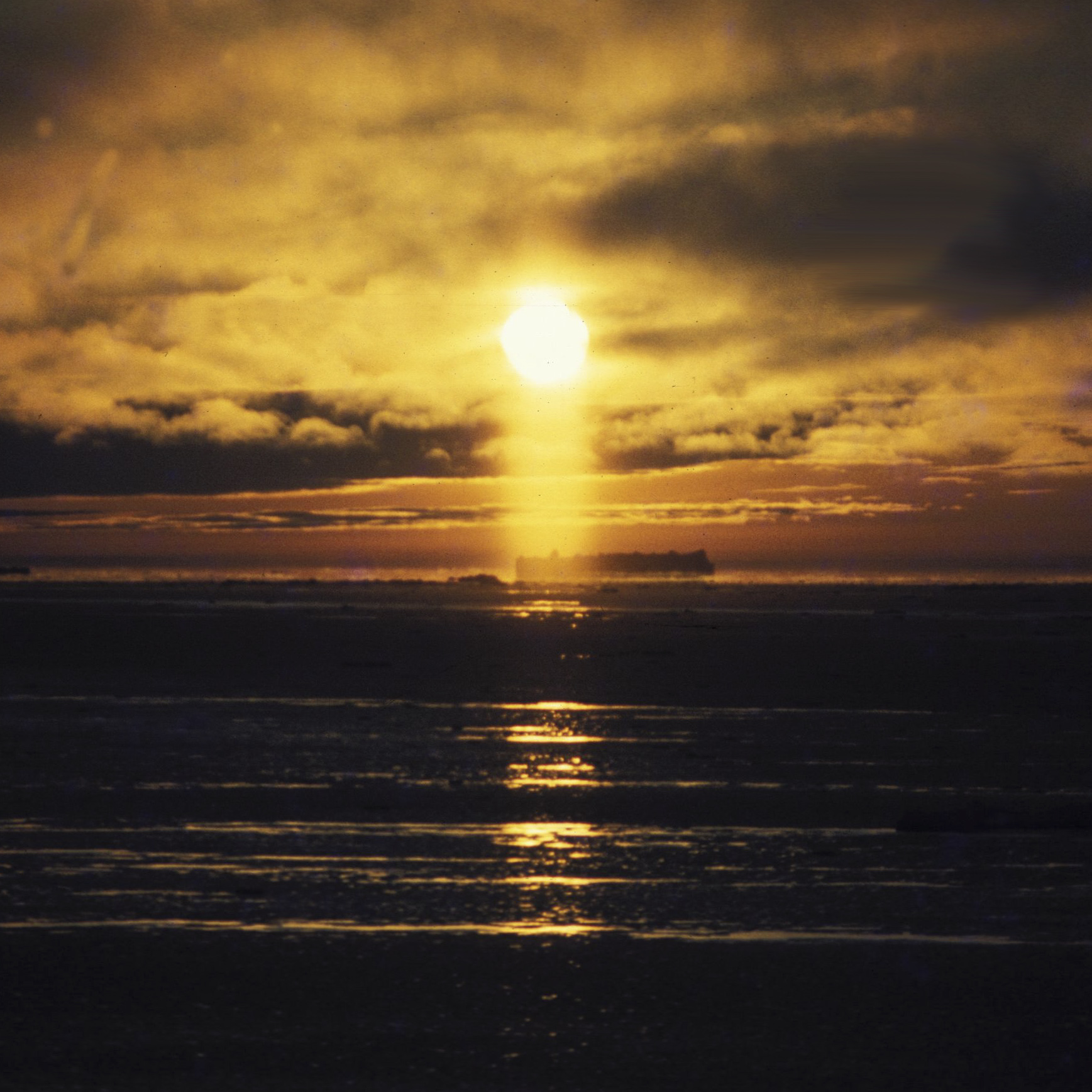
Un pilar solar inferior en la Antártida.
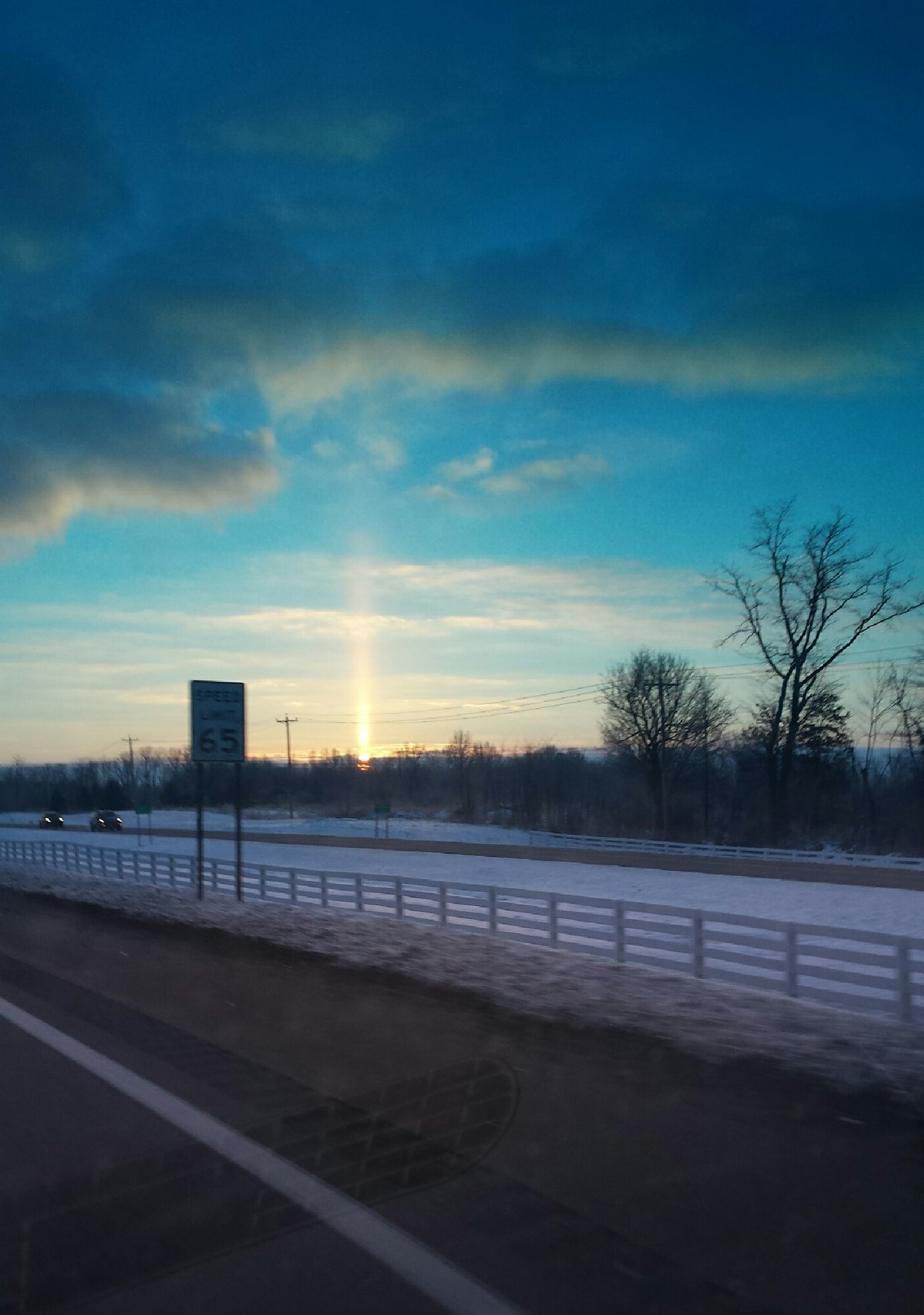
Un pilar solar observado en Ohio en enero de 2015.
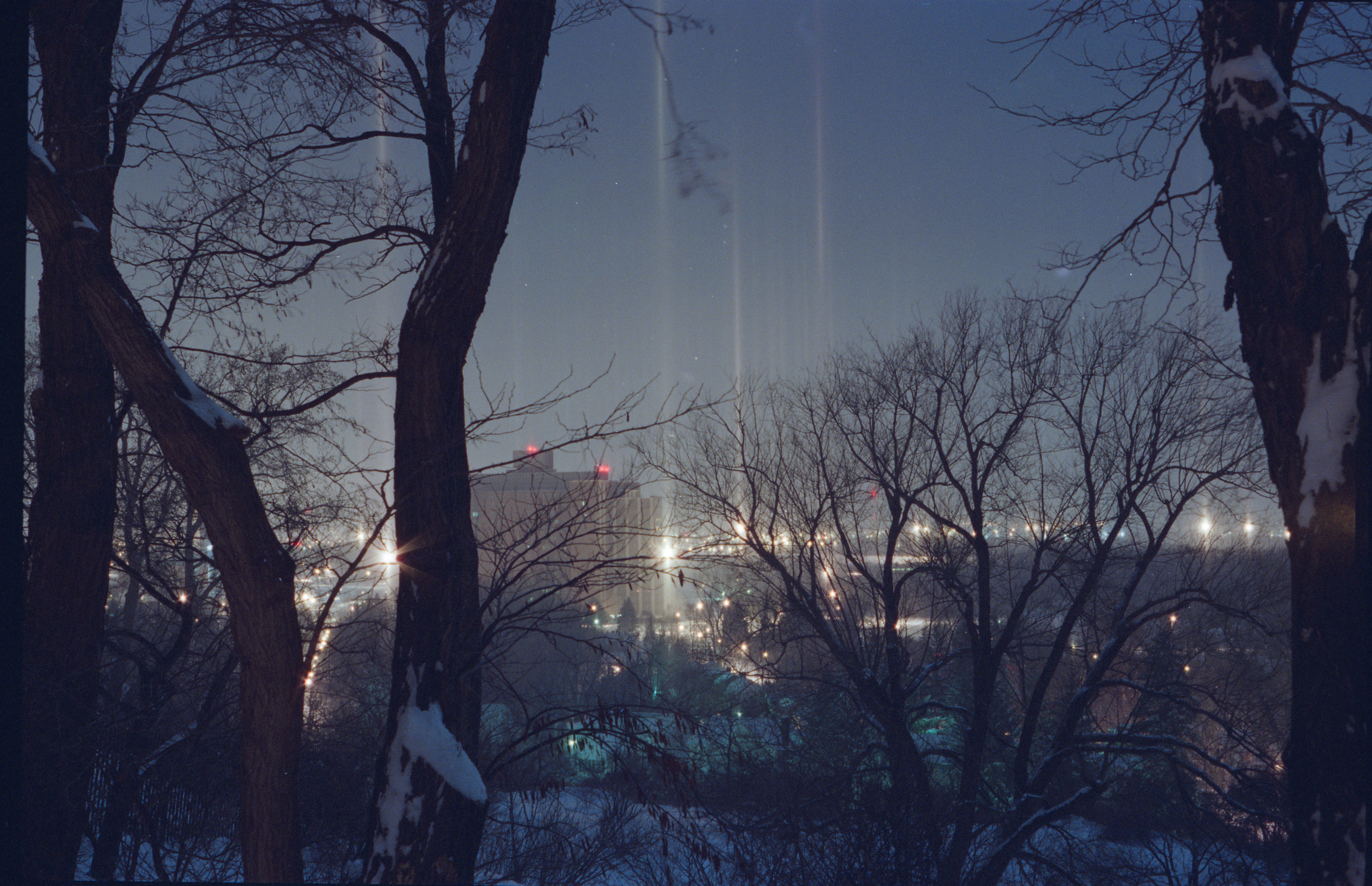
Pilares de luz en Rochester, New York en el amanecer del 27 diciembre, 1993.
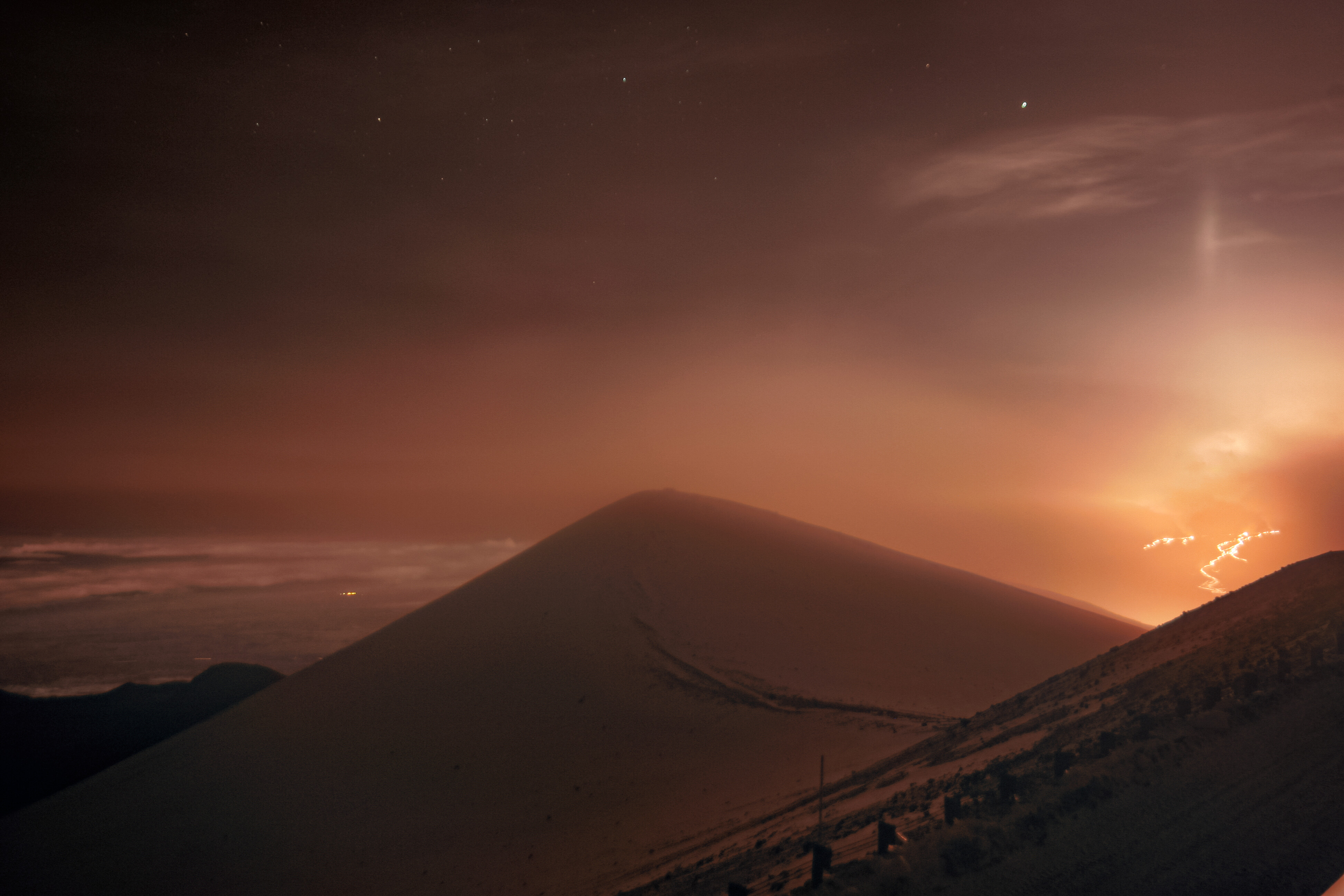
Pilar de luz creado por lava de Mauna Loa en Hawái durante su erupción en 2022